# Idioma dené suliné
El dené (ᑌᓀᓱᒼᕄᓀ, dëne sųłiné, dene suliné, dene soun’liné o chipewyan) es el idioma hablado por los chipewyan, pueblo de la parte central de Canadá. Forma parte de la familia atabascana y por lo tanto relacionado con el idioma navajo. El chipewyan o dene suline tiene unos 12.000 hablantes en Canadá, mayoritariamente en Saskatchewan, Alberta y Territorios del Noroeste, pero solo tiene la condición de idioma oficial en los Territorios del Noroeste junto a otros ocho idiomas aborígenes: cree, dogrib, gwich'in, inuktitut, inuinnaqtun, inuvialuktun, slave norte y slave sur.

## Sonidos

### Consonantes
Las 39 consonantes del chipewyan son:
|           |          | Bilabial | Interdental | Dental | Dental | Postalveolar | Velar/Uvular | Velar/Uvular | Glotal |
| central   | lateral  | Bilabial | Interdental | sorda  | labial | Postalveolar |              |              | Glotal |
| --------- | -------- | -------- | ----------- | ------ | ------ | ------------ | ------------ | ------------ | ------ |
| Nasal     | Nasal    | m        |             | n      |        |              |              |              |        |
| Oclusiva  | sorda    | p        |             | t      |        |              | k            | kʷ           |        |
| Oclusiva  | aspirada |          |             | tʰ     |        |              | kʰ           | kʷʰ          |        |
| Oclusiva  | eyectiva |          |             | tʼ     |        |              | kʼ           | kʼʷ          | ʔ      |
| Africada  | sorda    |          | tθ          | ts     | tɬ     | tʃ           |              |              |        |
| Africada  | aspirada |          | tθʰ         | tsʰ    | tɬʰ    | tʃʰ          |              |              |        |
| Africada  | eyectiva |          | tθʼ         | tsʼ    | tɬʼ    | tʃʼ          |              |              |        |
| Fricativa | sorda    |          | θ           | s      | ɬ      | ʃ            | χ            | χʷ           | h      |
| Fricativa | sonora   |          | ð           | z      | ɮ      | ʒ            | ʁ            | ʁʷ           |        |
| Vibrante  | Vibrante |          |             | r      |        |              |              |              |        |

La velar fricativa es actualmente uvular.

### Vocales
El chipewyan tiene vocales de 6 características distintas:
|             | Anterior | Central | Posterior |
| ----------- | -------- | ------- | --------- |
| Cerrada     | i        |         | u         |
| Semicerrada | e        |         | o         |
| Semiabierta | ɛ        |         |           |
| Abierta     |          | a       |           |

La mayor parte de las vocales pueden dividirse en
- oral o nasal
- corta o larga

Como consecuencia, el chipewyan tiene 18 fonemas vocales:
|             |             | Anterior | Anterior | Central | Central | Posterior | Posterior |
| corta       | larga       | corta    | larga    | corta   | larga   |           |           |
| ----------- | ----------- | -------- | -------- | ------- | ------- | --------- | --------- |
| Cerrada     | oral        | i        | iː       |         |         | u         | uː        |
| Cerrada     | nasal       | ĩ        | ĩː       |         |         | ũ         | ũː        |
| Semicerrada | Semicerrada | e        |          |         |         | o         |           |
| Semiabierta | oral        | ɛ        | ɛː       |         |         |           |           |
| Semiabierta | nasal       | ɛ̃        | ɛ̃ː       |         |         |           |           |
| Abierta     | oral        |          |          | a       | aː      |           |           |
| Abierta     | nasal       |          |          | ã       | ãː      |           |           |

El chipewyan también tiene 9 diptongos orales y nasales de la forma vocal + /j/.
|         | Anterior | Anterior | Central | Central | Posterior | Posterior |
| oral    | nasal    | oral     | nasal   | oral    | nasal     |           |
| ------- | -------- | -------- | ------- | ------- | --------- | --------- |
| Cerrada |          |          |         |         | uj        | ũj        |
| Media   | ej       | ẽj       | əj      |         | oj        | õj        |
| Abierta |          |          | aj      | ãj      |           |           |

### Tono
El chipewyan tiene dos tonos: 
- alto
- bajo